# غاري غوردون (جندي)
غاري غوردون (بالإنجليزية: Gary Ivan Gordon)‏ هو جندي أمريكي، ولد في 30 أغسطس 1960 في لينكولن في الولايات المتحدة، وتوفي في 3 أكتوبر 1993 في مقديشو في الصومال بسبب قتل في المعركة.